# 시스템 관리 버스
시스템 관리 버스(System Management Bus; SMBus 또는 SMB)는 마더보드에 있는 저속도 장치들과 통신하는데 사용하는 간단한 2선 버스이다. 주로 랩탑 컴퓨터의 충전지 하위체제(스마트 배터리 데이터 참조)와 같은 전력관리칩에 쓰이며, 그 외에 온도 센서와 리드 스위치 같은 장치들에도 사용된다.
장치는 제조업체 정보를 제공하고, 모델/부품 번호를 알리며, 서스펜드 이벤트를 위한 상태를 저장하고, 다른 유형의 오류들을 보고하며, 제어 변수들을 받고, 결과값을 반환한다. SMBus는 일반적으로 사용자가 제어하거나 접근할 수 없다.
SMBus는 1995년 인텔이 정의하였다. 이 버스는 클럭, 데이터, 명령을 전달하며 필립스의 I2C의 직렬 버스 프로토콜에 기반하고 있다. 동작 주파수 범위는 10 kHz에서 100 kHz이다. 동작전압은 I²C와는 다르지만, 두 시스템에 속하는 장치들은 종종 같은 버스에 혼용할 수 있다. SMBus는 ALERT#이라고 불리는 추가적인 옵션 신호를 갖고 있는데, 이는 예속 장치가 컨트롤러에 인터럽트 요구를 보낼 때 사용될 수 있다.
리눅스, 윈도우 2000, 윈도우 XP는 모두 SMBus 장치를 지원하나, 윈도우 98은 지원하지 않는다.

## 같이 보기
- 슈퍼 I/O
- 직렬 주변기기 인터페이스 버스
- 시스템 관리 컨트롤러